# نيد مانينغ
نيد مانينغ (بالإنجليزية: Ned Manning)‏ هو كاتب مسرحي أسترالي، ولد في 1950.

## وصلات خارجية
- نيد مانينغ على موقع IMDb (الإنجليزية)
- نيد مانينغ على موقع قاعدة بيانات الفيلم (الإنجليزية)